# 喬治·皮科克
乔治·皮科克（George Peacock，1791年4月9日—1858年11月8日），也译作皮考克，英国数学家。
皮科克1791年4月9日生于英国登顿，1809年入剑桥大学三一学院，1813、1816、1839年分获学士、硕士、博士学位。1815年被任命为三一学院讲师，1818年当选为英国皇家学会会员。他是剑桥分析学会创始人之一，剑桥哲学学会、皇家天文学会、伦敦地理学会、英国科学发展协会会员。1837年任剑桥朗廷几何与天文学教授。1839年任伊利座堂主任牧師。1858年11月8日卒于伊利。